# Drymaria arenarioides
Drymaria arenarioides là loài thực vật có hoa thuộc họ Cẩm chướng. Loài này được Humb. & Bonpl. ex Schult. mô tả khoa học đầu tiên năm 1819.